# Amy Barger
Amy J. Barger, ameriška astronomka, * 18. januar 1971.

## Življenje in delo
Njeno področje raziskovanja so opazovalna kozmologija, oddaljene galaksije, kvazarji, črne luknje in druga zelo oddaljena telesa. Pomagala je pokazati da je dejavnost črnih lukenj v bližnjih galaksijah večja in kasnejša kot so pričakovali. Z drugimi je sodelovala tudi pri odkritjih povezanih z dejavnostjo zvezd v oddaljenih galaksijah. Trenutno je profesorica na Univerzi Wisconsina v Madisonu.
Diplomirala je iz fizike leta 1993 na Univerzi Wisconsina v Madisonu, doktorirala pa je iz astronomije leta 1997 na Kraljevem kolidžu Univerze v Cambridgeu. Prejela je več nagrad in raziskovalnih štipedij, med njimi leta 2001 Nagrado Annie Jump Cannon za astronomijo Ameriškega astronomskega društva.